# Flexamia pyrops
Flexamia pyrops är en insektsart som beskrevs av Samuel Ebb Crumb 1915. Flexamia pyrops ingår i släktet Flexamia och familjen dvärgstritar. Inga underarter finns listade i Catalogue of Life.